# 87e District

87e District est une série de romans policiers écrits par l'écrivain américain Ed McBain entre 1956 et 2005, et comprenant 53 romans et 3 nouvelles. C'est en 1955 qu'Ed McBain propose à Permabooks (Doubleday) qui cherche une nouvelle série pouvant succéder à celle de Perry Mason d'Erle Stanley Gardner de créer une série dont le héros serait toute une brigade d'inspecteurs de police.
La série met en scène plusieurs inspecteurs, dont Steve Carella, Meyer Meyer, et Bert Kling d'un commissariat de la ville d'Isola, ville fictive inspirée de New York. 
Les romans sont des romans de procédure policière, le lecteur suivant pas à pas le déroulement de l'enquête.

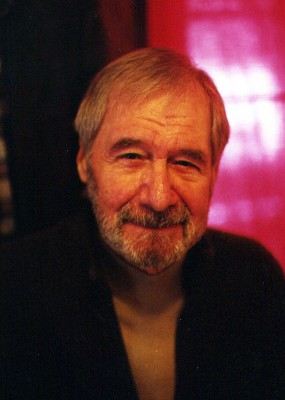
Ed McBain, auteur de la série

## Les treize principaux policiers du87eDistrict
- Steve Carella, inspecteur du 87e District
- Bert Kling, agent de patrouille puis inspecteur du 87e District
- Meyer Meyer, inspecteur du 87e District
- Cotton Hawes, inspecteur de deuxième classe du 87e District
- Arthur Brown, inspecteur de deuxième classe du 87e District
- Hal Willis, inspecteur de troisième classe du 87e District
- Andy Parker, inspecteur du 87e District
- Peter Byrnes, lieutenant et chef des inspecteurs du 87e District
- John Marshall Frick, capitaine du 87e District
- Alf Miscolo, agent du secrétariat du 87e District
- Sam Grossman, lieutenant puis capitaine, responsable du laboratoire de la police
- Eileen Burke, inspecteur de deuxième classe, si elle n'appartient pas au 87e District, elle y effectue régulièrement des missions
- Ollie Weeks, inspecteur du 83e District

## Liste des romans et nouvelles de la série
La présente liste ne recense que la première édition en français. De nouvelles traductions intégrales des romans de la série du 87e District sont parus aux Éditions Omnibus (voir la bibliographie ci-dessous).
- 1956 :
  - Cop Hater Publié en français sous le titre Du balai !, Paris, Gallimard, coll. « Série noire » no 341, 1956
  - The Mugger Publié en français sous le titre Le Sonneur, Paris, Gallimard, coll. « Série noire » no 370, 1957
  - The Pusher Publié en français sous le titre Le Fourgue, Paris, Gallimard, coll. « Série noire » no 383, 1957
- 1957 :
  - The Con Man Publié en français sous le titre Faites-moi confiance, Paris, Presses de la Cité, coll. « Un mystère » no 382, 1957
  - Killer's Choice Publié en français sous le titre Victime au choix, Paris, Presses de la Cité, coll. « Un mystère » no 424, 1958
- 1958 :
  - Killer's Payoff Publié en français sous le titre Crédit illimité, Paris, Presses de la Cité, coll. « Un mystère » no 450, 1959
  - Lady Killer Publié en français sous le titre Souffler n'est pas tuer, Paris, Presses de la Cité, coll. « Un mystère » no 461, 1959
- 1959 :
  - Killer's Wedge Publié en français sous le titre Soupe aux poulets, Paris, Presses de la Cité, coll. « Un mystère » no 501, 1959
  - 'Til Death Publié en français sous le titre Pas d'avenir pour le futur, Paris, Presses de la Cité, coll. « Un mystère » no 521, 1960
  - King's Ransom Publié en français sous le titre Rançon sur un thème mineur, Paris, Presses de la Cité, coll. « Un mystère » no 514, 1960
- 1960 :
  - Give the Boys a Great Big Hand Publié en français sous le titre Dans le sac, Paris, Presses de la Cité, coll. « Un mystère » no 537, 1960 ; réédité sous le titre La Main dans le sac, Paris, Presses de la Cité, coll. « Un mystère, 3e série » no 128, 1971
  - The Heckler Publié en français sous le titre À la bonne heure, Paris, Presses de la Cité, coll. « Un mystère » no 551, 1960
  - See Them Die Publié en français sous le titre Mourir pour mourir, Paris, Presses de la Cité, coll. « Un mystère » no 560, 1961
- 1961 : Lady, Lady, I Did It Publié en français sous le titre Le Dément à lunettes, Paris, Presses de la Cité, coll. « Un mystère » no 644, 1962
- 1962 :
  - Like Love Publié en français sous le titre On suicide, Paris, Gallimard, coll. « Série noire » no 882, 1964
  - Empty Hours, recueil de trois nouvelles Publié de façon incomplète en français sous le titre Les Heures creuses (recueil de deux nouvelles : Les Heures creuses et J ), Paris, Gallimard, coll. « Série noire » no 907, 1965.Réédition sous le titre Les Heures creuses (édition incluant Tempête, nouvelle de Empty Hours, absente de la première édition française), dans Intégrale du 87e District, Éditions Omnibus, tome 3, 1999
- 1963 : Ten Plus One Publié en français sous le titre Dix plus un, Paris, Gallimard, coll. « Série noire » no 904, 1964
- 1964 : Ax Publié en français sous le titre La Hache, Paris, Gallimard, coll. « Série noire » no 954, 1965
- 1965 :
  - He Who Hesitates Publié en français sous le titre Entre deux chaises, Paris, Gallimard, coll. « Série noire » no 994, 1965
  - Doll Publié en français sous le titre Cause toujours, ma poupée !, Paris, Gallimard, coll. « Série noire » no 1062, 1966
- 1966 : Eighty Million Eyes Publié en français sous le titre 80 millions de voyeurs, Paris, Gallimard, coll. « Série noire » no 1108, 1967
- 1968 : Fuzz Publié en français sous le titre La Rousse, Paris, Gallimard, coll. « Série noire » no 1295, 1969
- 1969 : Shotgun Publié en français sous le titre Mort d'un tatoué, Paris, Gallimard, coll. « Série noire » no 1350, 1970
- 1970 : Jigsaw Publié en français sous le titre En pièces détachées, Paris, Gallimard, coll. « Série noire » no 1396, 1971
- 1971 : Hail, Hail, the Gang's All Here! Publié en français sous le titre Tout le monde sont là !, Paris, Gallimard, coll. « Série noire » no 1478, 1972
- 1972 : Sadie When She Died Publié en français sous le titre Après le trépas, Paris, Gallimard, coll. « Série noire » no 1599, 1973
- 1973 :
  - Let's Hear It for the Deaf Man Publié en français sous le titre Le Sourdingue, Paris, Gallimard, coll. « Série noire » no 1639, 1973
  - Hail to the Chief Publié en français sous le titre Branle-bas au 87, Paris, Gallimard, coll. « Super noire » no 6, 1974
- 1974 : Bread Publié en français sous le titre Flouze, Paris, Gallimard, coll. « Super noire » no 25, 1975
- 1975 : Blood Relatives Publié en français sous le titre Adieu cousine..., Paris, Gallimard, coll. « Super noire » no 47, 1976
- 1976 : So Long as You Both Shall Live Publié en français sous le titre N'épousez pas un flic, Paris, Gallimard, coll. « Série noire » no 1716, 1977
- 1977 : Long Time no See Publié en français sous le titre Ça fait une paye !, Paris, Gallimard, coll. « Super noire » no 112, 1977
- 1979 : Calypso Publié en français sous le titre Calypso, Paris, Gallimard, coll. « Série noire » no 1777, 1980
- 1980 : Ghosts Publié en français sous le titre Un poulet chez les spectres, Paris, Gallimard, coll. « Série noire » no 1832, 1981
- 1981 : Heat Publié en français sous le titre Coup de chaleur, Paris, Gallimard, coll. « Série noire » no 1886, 1982
- 1983 : Ice Publié en français sous le titre Nid de poulets, Paris, Gallimard, coll. « Série noire » no 1941, 1983
- 1984 : Lightning Publié en français sous le titre Lightning, Paris, Presses de la Cité, coll. « Haute Tension », 1992
- 1985 : Eight Black Horses Publié en français sous le titre Huit chevaux noirs, Paris, Presses de la Cité, coll. « Haute Tension », 1986
- 1987 :
  - Poison Publié en français sous le titre Poison, Paris, Presses de la Cité, 1989
  - Tricks Publié en français sous le titre Quatre petits monstres, Paris, Presses de la Cité, 1989
- 1989 : Lullaby Publié en français sous le titre Isola blues, Paris, Presses de la Cité, 1993
- 1990 : Vespers Publié en français sous le titre Vêpres rouges, Paris, Presses de la Cité, 1992
- 1991 : Widows Publié en français sous le titre Les Veuves, Paris, Presses de la Cité, 2008
- 1992 : Kiss Publié en français sous le titre Kiss, Paris, Presses de la Cité, 1994
- 1993 : Mischief Publié en français sous le titre Poissons d'avril, Paris, Presses de la Cité, 1995
- 1994 : And All Through the House Publié en français sous le titre Veille de Noël au 87e District, Paris, Presses de la Cité, 2000
- 1995 : Romance Publié en français sous le titre Romance, Paris, Presses de la Cité, 1996
- 1997 : Nocturne Publié en français sous le titre Nocturne, Paris, Presses de la Cité, 2009
- 1999 : The Big Bad City Publié en français sous le titre La Cité sans sommeil, Paris, Presses de la Cité, 1999
- 2000 : The Last Dance Publié en français sous le titre La Dernière Danse, Paris, Presses de la Cité, 2000
- 2001 : Money, Money, Money Publié en français sous le titre Cash cash, Paris, Presses de la Cité, 2002
- 2002 : Fat Ollie's Book Publié en français sous le titre Roman noir, Paris, Presses de la Cité, 2003
- 2004 :
  - The Frumious Bandersnatch Publié en français sous le titre Le Frumieux Bandagrippe, Paris, Presses de la Cité, 2005
  - Hark! Publié en français sous le titre Jeux de mots, Paris, Presses de la Cité, 2006
- 2005 : Fiddlers Publié en français sous le titre Jouez violons !, Paris, Presses de la Cité, 2006

## Adaptations

### Au cinéma
- 1958 :
  - Un tueur se promène (Cop Hater), film américain réalisé par William Berke, d’après le roman Du balai ! (Cop Hater), avec Robert Loggia dans le rôle de Steve Carella, rebaptisé Carelli dans le film.
  - The Mugger, film américain réalisé par William Berke, adaptation libre du roman Le Sonneur (The Mugger), où les noms des personnages et les péripéties sont modifiés.
- 1960 : The Pusher, film américain réalisé par Gene Milford, adaptation du roman Le Fourgue (The Pusher)
- 1963 :
  - La Soupe aux poulets, film français réalisé par Philippe Agostini, adaptation du roman Soupe aux poulets (Killer's Wedge)
  - Entre le ciel et l'enfer (Tengoku to jigoku 天国と地獄)), film japonais réalisé par Akira Kurosawa, adaptation du roman Rançon sur un thème mineur (King's Ransom)
- 1971 : Sans mobile apparent, film français réalisé par Philippe Labro, adaptation du roman Dix plus un (Ten Plus One)
- 1972 : Les Poulets (Fuzz), film américain réalisé par Richard A. Colla, adaptation du roman La Rousse (Fuzz)
- 1978 : Les Liens de sang, film franco-canadien réalisé par Claude Chabrol, adaptation du roman Adieu cousine... (Blood Relatives)
- 1981 : Kôfuku, film japonais réalisé par Kon Ichikawa, adaptation du roman Le Dément à lunettes (Lady, Lady, I Did It)
- 2025 : High and Low, film américain réalisé par Spike Lee, d'après le roman Rançon sur un thème mineur

### À la télévision
- 1958 : série télévisée Kraft Television Theatre (en)
  - Killer's Choice, épisode réalisé par Paul Bogart, adaptation du roman Victime au choix de la série du 87e District
  - The Eighty Seventh Precinct, cet épisode est le pilote pour la série 87th Precinct (voir ci-dessous)
- 1961-1962 : 87th Precinct (en), 30 épisodes de 50 minutes de la série télévisée américaine avec
  - Robert Lansing dans le rôle de l'inspecteur Steve Carella,
  - Ron Harper dans le rôle de Bert Kling,
  - Gregory Walcott dans le rôle de Roger Havilland,
  - Norman Fell dans le rôle de Meyer Meyer,
  - Gena Rowlands dans le rôle de Teddy Carella.
- 1968 : Plus rien à perdre, téléfilm français réalisé par Jean-Roger Cadet, adaptation du roman Soupe aux poulets (Killer's Wedge)
- 1992-1994 : Columbo
  - À chacun son heure (No Time to Die), 1992, épisode 2 de la saison 11 de Columbo, réalisé par Alan J. Levi, adaptation libre par Robert van Scoyk du roman N'épousez pas un flic (So Long As You Both Shall Live, 1976)
  - Columbo change de peau (Undercover) 1994, épisode 3 de la saison 13 de Columbo, réalisé par Vincent McEveety, adaptation très libre par Gerry Day du roman En pièces détachées (Jigsaw, 1970)
- 1995 : Ed McBain's 87th Precinct : Lightning, téléfilm américain réalisé par Bruce Paltrow, adaptation du roman Lightning
- 1996 : Ed McBain's 87th Precinct : Ice, téléfilm américain réalisé par Bradford May, adaptation du roman Nid de poulets (Ice)
- 1997 : Chaleur meurtrière (Ed McBain's 87th Precinct: Heatwave), téléfilm américain réalisé par Douglas Barr, adaptation libre du roman Coup de chaleur (Heat)
- 2005 : Ed McBain : Satsui, téléfilm japonais réalisé par Masato Hijikata, adaptation du roman Soupe aux poulets (Killer's Wedge)

## Articles liés
- Ed McBain
- Steve Carella